# Salvatore Lanzetti
Salvatore Lanzetti, noto talvolta come Salvatore Lancetti (Napoli, circa 1710 – Torino, circa 1780), è stato un violoncellista e compositore italiano del tardo barocco e della prima epoca classica.

## Biografia
Lanzetti fu studente di violoncello e composizione al Conservatorio di Santa Maria di Loreto. Dopo una prima esperienza lavorativa presso la Cappella Palatina di Lucca, dove lavorò con Francesco Maria Veracini, nel 1727 si spostò a Torino, entrando a far parte dell'orchestra della Cappella Reale su esplicito desiderio di Vittorio Amedeo II di Savoia, venendo poi assunto anche al Teatro Regio della capitale sabauda lo stesso anno.
Dal 1729 fu protagonista di una serie di concerti sia in Italia, come alcune esibizioni in Sicilia, sia in Europa; trascorse lunghi periodi di tempo a Parigi, dove nel maggio 1736 prese parte al Concert Spirituel, e in particolare a Londra. Sempre nel 1736, Lanzetti pubblicò ad Amsterdam le 12 Sonate a violoncello solo e basso continuo, op. 1, mentre scelse la capitale inglese per le prime stampe dei 6 Solos for two violoncello's with a thorough bass for the harpsichord nel 1740, che furono poi ripresentati nel 1745 come op. 2, e dei 6 Solos after an easy and elegant taste for the violoncello with a thorough bass, for the harpsichord nel 1760. In questo stesso anno tornò a Torino, tornando a far parte del complesso musicale del Teatro Regio fino alla morte. Circa nel 1770, scrisse anche una notevole opera didattica, Principes ou L'application de violoncelle, par tous les tons, de la manière la plus facile, pubblicata da Johann Julius Hummel ad Amsterdam.
Il virtuosismo e la propensione all'innovazione tecnica di Lanzetti contribuirono a diversi sviluppi nella tecnica del violoncello, compresi alcuni difficili usi dell'arco, dei doppi registri, di un diteggiatura complessa e dell'uso del pollice come capotasto. Lo stesso Michel Corrette nel Méthode théorétique et pratique pour apprendre en peu des tems le violoncelle dans sa perfectione elogiò le 12 Sonate a violoncello solo e basso continuo, op. 1 del 1736, in particolare per la notevole estensione del suono del violoncello e per l'elaborato uso della mano sinistra nella diteggiatura.

## Opere
- 12 Sonate a violoncello solo e basso continuo, op. 1 (1736)
- 6 Solos for two violoncello's with a thorough bass for the harpsichord op.1 (1940)
- 6 Solos for two violoncellos or a german flute and a bass Op.2 (1945)
- 6 Solos after an easy and elegant taste for the violoncello with a thorough bass, for the harpsichord (1951)
- Sonates pour violoncelle solo et Bc, op. 6 e op. 7
- Sonata intitolata Porto Maone